# 政府認証基盤
政府認証基盤（せいふにんしょうきばん、Government Public Key Infrastructure, GPKI）は2001年から部分的に稼動した日本政府の認証基盤（公開鍵基盤、PKI）。電子認証登記所、地方公共団体組織認証基盤、民間認証局との相互認証（ブリッジ認証）を行い、各省庁が個人や団体に発行する文書への電子署名を提供する。
e-Japan構想の一環として整備された。
電子署名法に基づく認定認証事業者は一定の要件を満たすことにより政府認証基盤とのブリッジ認証に入ることができる。